# Lubliniec
Lubliniec (tyska: Lublinitz) är en stad i Schlesiens vojvodskap i södra Polen. Lubliniec, som grundades omkring år 1270, hade 24 332 invånare år 2013.